# Animomyia arenae
Animomyia arenae là một loài bướm đêm trong họ Geometridae.